# لاهويا

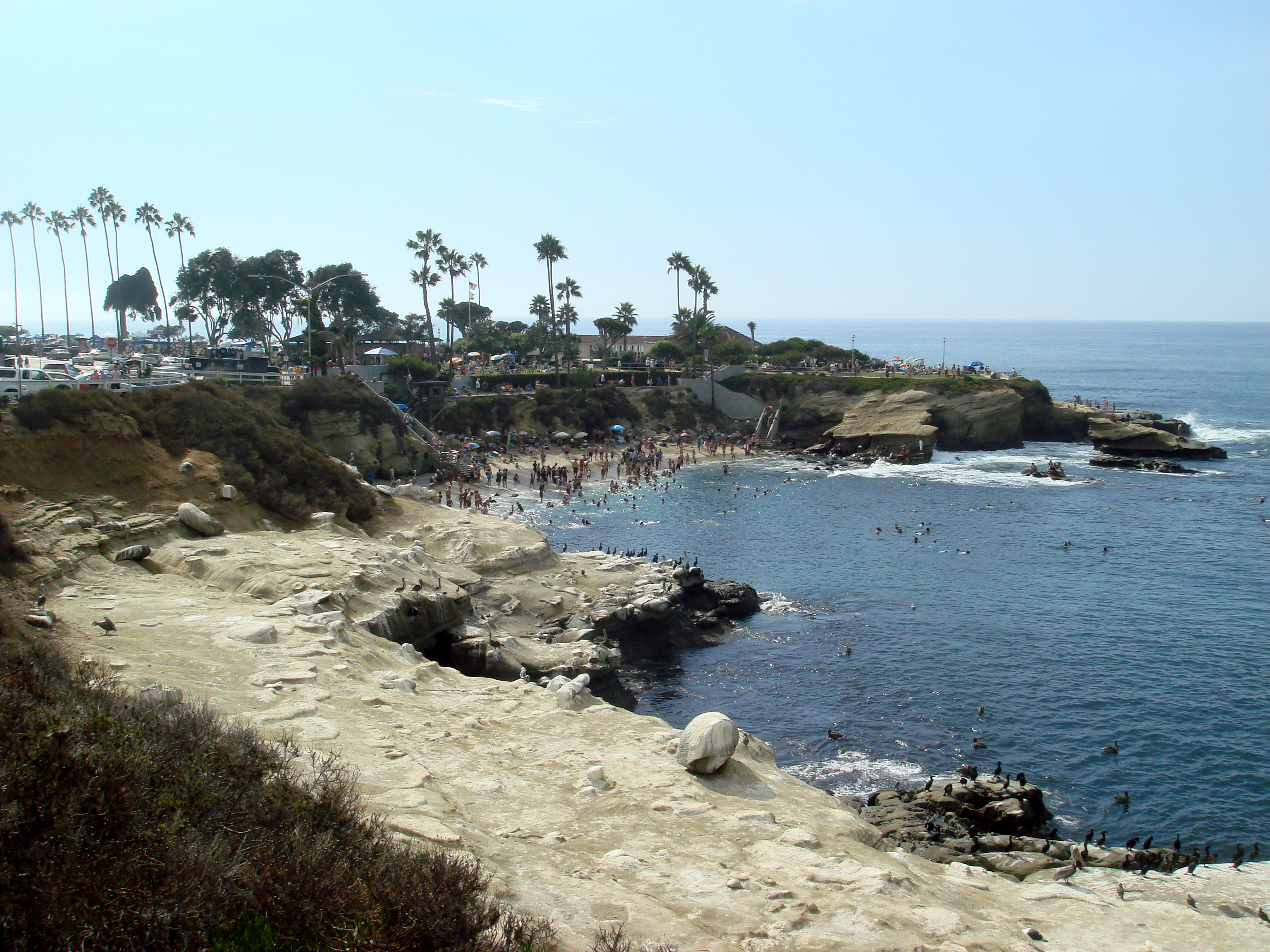

لاهويا (بالإنجليزية: La Jolla)‏ ضاحية شمالية لمدينة سان دييقو في ولاية كاليفورنيا في الولايات المتحدة الأمريكية.

## أعلام
- فرنسيس كريك
- جوناس سولك
- غريغوري بيك
- سالي رايد
- هارولد يوري